# Második doveri ütközet
A második doveri ütközet egy tengeri összecsapás volt az első világháború folyamán, melyet a doveri-szorosban vívtak 1917 áprilisában brit és német erők. Ennek során a Royal Navy két rombolója a Kaiserliche Marine 6 rombolójával (Großes Torpedoboot) csapott össze és közülük kettőt elsüllyesztett. A harcban mindkét brit romboló megrongálódott.

## Előzmények
1917. április 20-án a német III. romboló-flottilla egy-egy félflottillája ütött rajta a Doveri-szoros angol, illetve francia partján lévő ellenséges állásokon, hogy így csatára bírják a Doveri-tengerzárat őrző hadihajókat. Hat romboló (6. romboló- félflottilla) bombázta Calais-t és másik hat (5. félflottilla) Dovert röviddel éjfél előtt, egy három rombolóból álló kötelék pedig a hajóforgalmat támadta a szorosban, és egy kereskedelmi hajó legénységét ejtette fogságba. Az 5. romboló-félflottilla (5. Torpedoboot-Halbflottille) Theophil Gautier korvettkapitány parancsnoksága alatt állt, és a V 71, V 73, V 81, S 53, G 42 és G 85 rombolók tartoztak hozzá.

## A csata
A németek mindkét erőddé nyilvánított város célpontjait akadály nélkül támadhatták és 650 lövést adtak le rájuk. A brit főparancsnok csak a bombázás után rendelte ki a hat készültségben lévő rombolóját a németek üldözésére. A helyzetük meghatározásához a szorosban járőröző Broke és Swift nagy rombolóktól (flotilla leader) kért információkat és értesítette őket a készenléti egység kifutásáról. A két romboló az erősítés felé vette az irányt és április 21-én a korai órákban összetalálkoztak a visszatérő német félflottillával a Goodwin Sands közelében.
A zavaros összecsapás során a Swift számos találatot kapott, de sikeresen megtorpedózta a G 85-öt, mely elsüllyedt. A Broke legázolta a G 42-t és a két hajó összeakadt. A német tengerészek a brit rombolóra átszállva rövid ideig tartó közelharcban megpróbálták hatalmukba keríteni azt, de a Broke el tudott szabadulni a G 42-től és a német hajó elsüllyedt. A brit romboló a németeket követő Swifthez akart csatlakozni, de az elszenvedett találatok és az ütközés okozta sérülések miatt fel kellett hagynia az üldözéssel. Visszafordulva a két sérült német rombolóhoz közeledett és azok tűz alá vették. A Broke viszonozta a tüzet, de a gépei leálltak és a súlyosan sérült rombolók irányába sodródott. Az ütközet helyszínére beérkező Myngs, Miranda és Saracen rombolók a Broke-ot vontába vették és a hajótöröttek kereséséhez láttak. A később kiküldött másik három rombolót, a Mentort, a Lydiardot és a Lucifert közvetlen a kifutásuk után már vissza is rendelték a kikötőbe és a Swift is felhagyott a németek üldözésével. Így Gautier négy másik rombolója és a Calais-t támadó Conrad Albrecht korvettkapitány félflottillája akadálytalanul térhetett vissza a zeebruggei bázisra.
A G 42 legénységéből 36, a G 85-éből 35 tengerész veszített életét, míg brit oldalon a Broke-ról 21, a Swiftről egy fő veszett oda. A Swift csak kisebb károkat szenvedett, míg a Broke súlyosabb mértékben rongálódott meg és vontatással tudták visszajuttatni a kikötőbe.

## Emlékezete
A G 42 ütközet során elesett parancsnoka, Bernd von Arnim sorhajóhadnagy után nevezték el a Kriegsmarine egyik rombolóját.

## Link
- Scharfes Seegefecht im Kanal - Beschießung von Dover und Calais (német hivatalos jelentés az ütközetről)